# Corpicenses
I Corpicenses furono un'antica tribù della Sardegna descritta da Tolomeo. 

## Storia
Abitarono a sud dei Rucensi e a nord degli Scapitani e dei Siculensi.